# Harris Township (Missouri)
Harris Township est un ancien township, situé dans le comté de Ripley, dans le Missouri, aux États-Unis,.
Le township est fondé en 1871 et baptisé en référence à Travis Harris, un législateur de l’État.